# Biflustra paragrandicella
Biflustra paragrandicella is een mosdiertjessoort uit de familie van de Membraniporidae. De wetenschappelijke naam van de soort is voor het eerst geldig gepubliceerd door Liu in Liu, Yin en Ma in 2001 als Membranipora paragrandicella.